# Gaston Bonnier
Gaston Eugène Marie Bonnier, född 9 april 1853 i Paris, död där 2 januari 1922, var en fransk botaniker.
Bonnier var professor vid universitetet i Paris och föreståndare för växtbiologiska laboratioriet i Fontainebleau. Bonnier gjorde sig känd dels genom sina arbeten inom särskilt växtfysiologins område, dels som utgivare från 1889 av Revue générale de botanique. Bland hans övriga arbeten kan nämnas Nouvelle flore pour la détermination facile des plates sans mots techniques (1887, tillsammans med Georges de Layens), Flore complète de la Frace (1895, tillsammans med Georges de Layens), Le monde végetal (1907) och Cours de botanique (2 band, 1912-18).